# Municipio de Miller (Ohio)
El municipio de Miller (en inglés: Miller Township) es un municipio ubicado en el condado de Knox en el estado estadounidense de Ohio. En el año 2010 tenía una población de 1006 habitantes y una densidad poblacional de 18,71 personas por km².

## Geografía
El municipio de Miller se encuentra ubicado en las coordenadas 40°18′18″N 82°31′41″O / 40.30500, -82.52806. Según la Oficina del Censo de los Estados Unidos, el municipio tiene una superficie total de 53.76 km², de la cual 53,72 km² corresponden a tierra firme y (0,08 %) 0,04 km² es agua.

## Demografía
Según el censo de 2010, había 1006 personas residiendo en el municipio de Miller. La densidad de población era de 18,71 hab./km². De los 1006 habitantes, el municipio de Miller estaba compuesto por el 97,81 % blancos, el 0,2 % eran afroamericanos, el 0,3 % eran amerindios, el 0,6 % eran asiáticos y el 1,09 % eran de una mezcla de razas. Del total de la población el 0,6 % eran hispanos o latinos de cualquier raza.